# Distretto di Palmi
Il distretto di Palmi (o distretto di Palme) fu una delle suddivisioni amministrative del Regno delle Due Sicilie, subordinate alla provincia di Calabria Ulteriore Prima, soppressa nel 1860.

## Istituzione e soppressione
Fu costituito con la legge n. 360 del 1º maggio 1816 riguardante la Circoscrizione amministrativa delle Provincie dei Reali Domini al di qua del Faro (in vigore dal 1º gennaio 1817), in conseguenza del frazionamento del territorio della Calabria Ulteriore nelle due province di Calabria Ulteriore Prima e Calabria Ulteriore Seconda. Con l'occupazione garibaldina e l'annessione al Regno di Sardegna del 1860, l'ente fu soppresso.

## Suddivisione in circondari
Il distretto era suddiviso in successivi livelli amministrativi gerarchicamente dipendenti dal precedente. Al livello immediatamente inferiore, infatti, individuiamo i circondari, che, a loro volta, erano costituiti dai comuni, l'unità di base della struttura politico-amministrativa dello Stato moderno. A questi ultimi potevano far capo i villaggi, centri a carattere prevalentemente rurale.
I circondari del distretto di Palmi, prima della soppressione, ammontavano a nove ed erano i seguenti:
- Circondario di Palme:
Palme, Gioia
- Circondario di Sinopoli Superiore:
Sinopoli Superiore (con i villaggi Sinopoli Inferiore, Sinopoli Vecchio), Cosoleto (con i villaggi Acquaro, Sitizzano), Paracorio, Pedavoli, San Procopio, Sant'Eufemia
- Circondario di Casalnuovo:
Casalnuovo
- Circondario di Cinquefrondi:
Cinquefrondi, Anoia Inferiore (con il villaggio Anoia Superiore), Maropati (con il villaggio Tritanti), Galatro, Giffone
- Circondario di Laureana:
Laureana (con i villaggi Bellantoni, Stellitanoni), Candidoni, Caridà, Feroleto (con il villaggio Plaizano), Rosarno (con il villaggio San Ferdinando), San Pietro (con il villaggio Garopoli), Serrata
- Circondario di Oppido:
Oppido (con i villaggi Castellace, Misignadi, Surgonadi, Piminoro), Molochio, Santa Caterina, Santa Cristina (con il villaggio Lubrichi), Scido (con il villaggio Santa Giorgia), Tresilico, Varapodio
- Circondario di Polistena:
Polistena (con il villaggio Melicucco), Rizziconi (con il villaggio Drosi), San Giorgio
- Circondario di Radicena[6]:
Radicena, Terranova (con i villaggi Galatoni, Saltone, Scroforio), Iatrinoli (con il villaggio San Martino),
- Circondario di Seminara:
Seminara (con i villaggi Barrettieri, Sant'Anna), Melicuccà

Nel 1839 il distretto aveva 90.009 abitanti